# Xenotilapia sima
Xenotilapia sima е вид лъчеперка от семейство Цихлиди (Cichlidae).

## Разпространение
Видът е разпространен в Бурунди, Демократична република Конго, Зимбабве и Танзания.